# Fluoruro de plata(I)
El fluoruro de plata(I) es un compuesto químico inorgánico, del grupo de las sales, que está constituido por aniones de flúor {\displaystyle {\ce {F^-}}} y cationes de plata (1+) {\displaystyle {\ce {Ag^+}}}, cuya fórmula química es AgF.

## Propiedades
El fluoruro de plata(I) cristaliza en el sistema cúbico, en estructura cúbica simple o de cloruro de sodio.
Es un compuesto higroscópico, muy soluble en agua, 1800 g/l a 25 °C, lo que lo diferencia de los otros haluros de plata que son insolubles. Es poco sensible a la luz a diferencia del resto de haluros de plata. Ennegrece muy lentamente cuando se expone a la luz debido a la reducción de los cationes plata (1+) a plata metálica.

## Preparación
El fluoruro de plata(I) puede prepararse disolviendo óxido de plata(I), {\displaystyle {\ce {Ag2O}}}, en una disolución de ácido fluorhídrico, {\displaystyle {\ce {HF}}}:
{\displaystyle {\ce {Ag2O + 2 HF -> 2 AgF + H2O}}}
La evaporación de estas disoluciones conduce a la formación de cristales muy solubles del hidrato fluoruro de plata(I) - agua (1/1), {\displaystyle {\ce {AgF\cdot H2O}}}, que puede deshidratarse por calentamiento a más de 40 °C.

## Aplicaciones
El fluoruro de plata se emplea en odontología en el tratamiento de caries dentales. En forma de nanopartículas, cuando se aplica una vez al año, tiene la capacidad de evitar nuevas caries y detectar las caries con una alta tasa de éxito. Es una sustancia segura para ser usada en humanos y tiene excelentes propiedades antimicrobianas contra mutans streptococci y Lactobacillus, los patógenos primarios responsables del desarrollo de la caries dental.

Substitución de un cloro por un flúor empleando AgF

En síntesis orgánica, el fluoruro de plata(I) se emplea como catalizador en diferentes tipos de reacciones y para sustituir otros halógenos por flúor: